# 朱旭椻
乐平安和王朱旭椻（1513年—1554年），明朝乐平温定王朱偕渳嫡长子，追封乐平王。

## 生平
嘉靖三十年（1551年）以辅国将军改封乐平长子。嘉靖三十三年（1554年）去世。
嘉靖三十八年（1559年），朱偕渳去世。嘉靖四十一年（1562年），朱旭椻的嫡长子朱融熨袭封乐平王。朱旭椻被追封为乐平安和王。

## 评价
- 《弇山堂别集》卷074：好和不争，不剛不柔。